# Islas Manu'a
Las islas Manu'a (en samoano: Manu'a tele; en inglés: Manu'a Islands) son un pequeño archipiélago localizado en el océano Pacífico Sur, que consiste en tres islas principales: Ta'u (39 km²), Ofu y Olosega. Las islas están localizadas a 110 km al este de la isla de Tutuila y son parte del territorio dependiente conocido como la Samoa Americana (American Samoa).
Las tres islas son territorios elevados con restos volcánicos que surgen del mar. En contraste con la mayoría de los lugares en el mundo, la población de estas islas ha venido disminuyendo constantemente desde hace décadas. En la década de 1930 alrededor del 20 % de la población de Samoa Americana vivía en las islas Manu'a. En 1980, solo el 6 % se encontraba allí. La emigración es la consecuencia de la falta de oportunidades económicas.